# Pedro Satué
Pedro Satué Blanco (Madrid, 31 janvier 1880 - ?, 1936), est un peintre, photographe pictorialiste et frère capucin espagnol.

## Biographie
Pedro Satué a travaillé notamment pour La Estrella del Mar, ABC, Blanco y Negro, La Esfera, Nuevo Mundo et Mundo Gráfico.
Comme artiste, Pedro Satué Blanco a signé notamment sous les noms de Satué et Antsa.

## Galerie

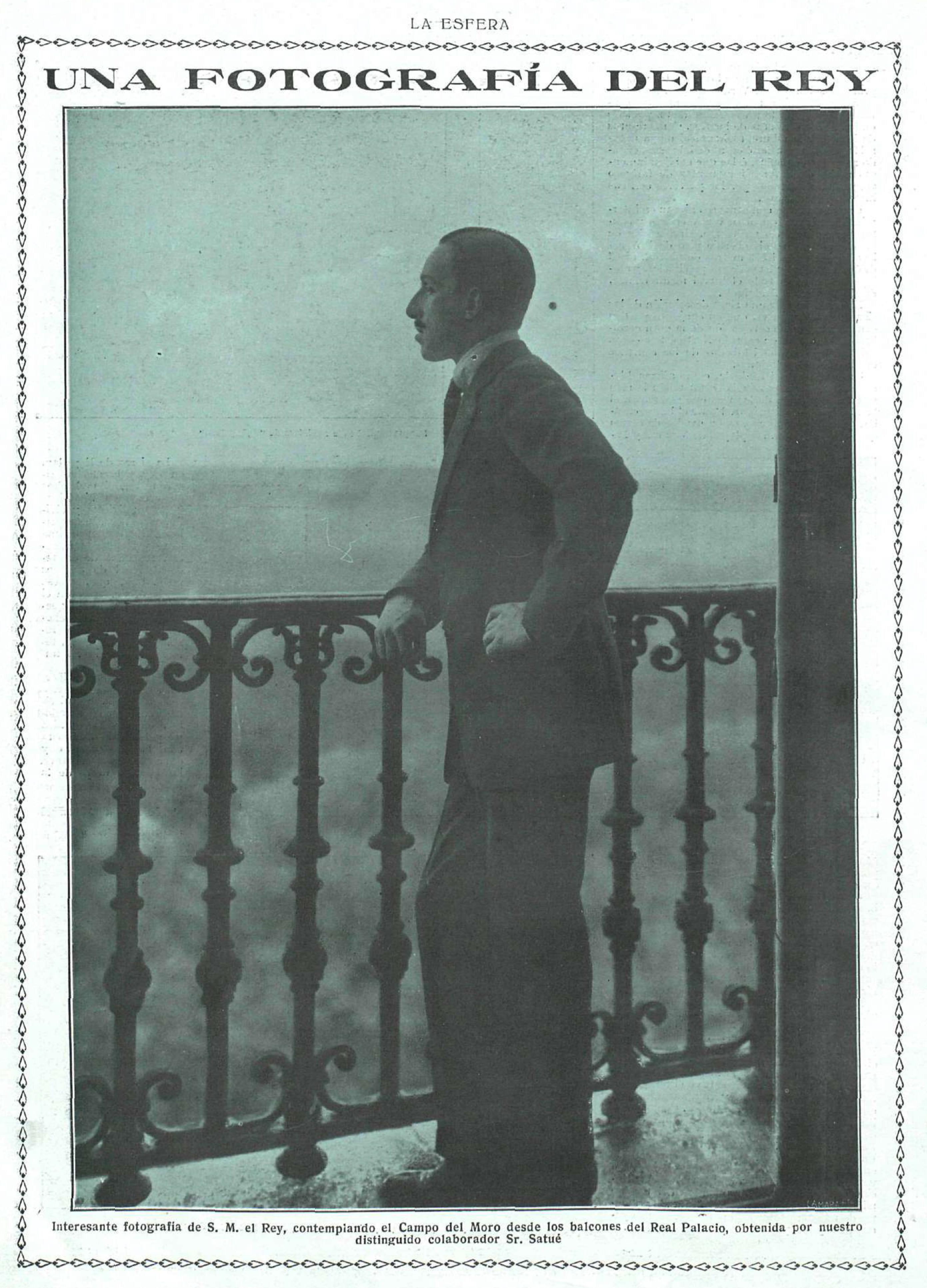
Photographie du roi pour La Esfera (1920).